# Centro de Musicologia de Penedo
O Centro de Musicologia de Penedo (CEMUPE) é um grupo de pesquisas na área da musicologia com sede em Penedo, Alagoas, vinculado à Secretaria de Cultura, Lazer, Esporte e Juventude (SECLEJ) do município. Criado pelo pesquisador Marcos dos Santos Moreira em 2008, inicialmente com o título de Metodologia e Concepção Social do Ensino Coletivo Instrumental em seu registro no CNPq, o grupo científico tem como líderes: Marcos dos Santos Moreira (Universidade Federal de Alagoas) e Alexandre Alberto Silva Andrade (Instituto Piaget). A sede do centro de pesquisas em Penedo foi inaugurada em dezembro de 2021, contando com a participação do musicólogo Ricardo Cravo Albin, convidado pela Secretária Municipal de Cultura Alyne Costa. 
O CEMUPE, extensão da Universidade Federal de Alagoas, trabalha em parceria com outras instituições de ensino superior como a Universidade de São Paulo, através do grupo LAMUS (Laboratório de Musicologia), liderado por Diósnio Machado Neto, e a Universidade Nova de Lisboa, através do Núcleo Caravelas, coordenado por David Cranmer.

## Selo editorial do Centro de Musicologia de Penedo
Livros publicados pelo selo CEMUPE (Pimenta Cultural) e anteriores:
| Título | Autor (es) | Ano de publicação | Resumo |
| --- | --- | ----------------- | --- |
| Álbum de Armia: gemidos sobre o túmulo de uma brasileira                                                              | Alberto José Vieira Pacheco (pesquisa e edição); Rodrigo Barcelos Q. da Costa (edição).                                                                                      | 2022              | Temos aqui a edição crítica do Álbum de Armia, publicado originalmente em 1855, no Rio de Janeiro. O livro reúne dez canções de compositores variados, com textos de José Albano Cordeiro, que os escreveu em homenagem à sua esposa falecida. |
| Os Dobrados de Aquino Japiassu - volume 2                                                                             | Marcos Moreira; João Paulo Lima da Cruz | 2022              | Este livro organizado é fruto de uma pesquisa conjunta que se inicia nos anos de 2009/2010 com a criação do Grupo de Pesquisa metodologia e Concepção Social do Ensino Coletivo Instrumental. Em 2018, passa a denominação atualizada para Centro de Musicologia de Penedo-CEMUPE vinculado a Universidade Federal de Alagoas. Busca nesta etapa dar continuidade na recuperação do arquivo musical do Maestro Aquino Costa Japiassu onde os autores relatam os objetivos de sua obra instrumental e inauguram dentro do selo proposto a série de obras neste gênero musical filarmônico que são os Dobrados, para Banda de Música. |
| Harmonia para Guitarra                                                                                                | Ricardo Lopes | 2022              | Escrevi esse livro com a intensão de esclarecer algumas dúvidas que percebo nos alunos iniciantes, até os que estão mais desenvolvidos, mas que deixam algumas lacunas em aberto. Também para seguir uma ordem de assuntos, é essencial ter um foco e um alinhamento, será importante consultar outras fontes, mas você poderá seguir esses tópicos. Deixo clara a importância de se aprender cada parte desses assuntos, para que você possa avançar com mais conhecimento. É um retrato das necessidades básicas que vejo durante esses 28 anos de atividades com aulas e apresentações. |
| Lunga: Os quilombolas em Taquarana – Alagoas                                                                          | Luiz Almeida | 2022              | Essa obra consiste no primeiro registro do Povo Lunga. Retratando as condições vividas pelos corpos das negras e negros que lutaram aos agrestes e sertões alagoanos, as perseguições e ao preconceito. Os habitantes do atual Quilombo Lunga, sobrevivem, ainda, a esse ambiente insalubre, atentando com honestidade e alegria por um futuro humanamente pleno. |
| A marcha portuguesa e o dobrado brasileiro: um estudo comparativo                                                     | Arnaldo António Moreira da Costa | 2021              | Uma abordagem sobre as origens e o conceito da Marcha e do Dobrado. Seu contexto histórico para o desenvolvimento no espaço temporal e humano, identificando os seus principais agentes entre os séc. XVIII e séc. XX. Um estudo comparativo entre os dois gêneros musicais, numa análise formal e estrutural, procurando o porquê do seu relacionamento tão próximo. |
| Os Dobrados de Aquino Japiassu - Volume 1                                                                             | Marcos Moreira; João Paulo Lima da Cruz | 2021              | Este livro organizado é fruto de uma pesquisa conjunta que se inicia nos anos de 2009/2010 com a criação do Grupo de Pesquisa metodologia e Concepção Social do Ensino Coletivo Instrumental. Em 2018, passa a denominação atualizada para Centro de Musicologia de Penedo-CEMUPE vinculado a Universidade Federal de Alagoas. Busca nesta etapa recuperar o arquivo musical do Maestro Aquino Costa Japiassu onde os autores relatam os objetivos de sua obra instrumental e inauguram dentro do selo proposto a serie de obras neste gênero musical filarmônico que são os Dobrados, para Banda de Música. |
| Trabalho e experiências femininas na CAFT: uma perspectiva de gênero                                                  | Ana Greyce Moraes Pereira | 2021              | Novas formas de produção e de trabalho decorreram do crescimento do mercado algodoeiro em várias cidades alagoanas nos finais do período oitocentista e início do século XX. Nesse cenário, a busca pela mão de obra atraiu várias famílias de trabalhadores provenientes das mais variadas regiões para compor o primeiro quadro de trabalhadores e trabalhadoras nas indústrias fabris em Alagoas. Entre os trabalhadores, as mulheres formaram a maioria do operariado das fábricas têxteis. A presente pesquisa teve como objetivo analisar o trabalho das mulheres operárias na Companhia Alagoana de Fiação e Tecidos (CAFT) em Rio Largo - Alagoas surgida nesse contexto, destacando os anos de 1940-1960. |
| Tramas e teares sonoros: o diário da Banda Feminina de 1936                                                           | Marcos Moreira | 2021              | Este livro conta a saga das viagens publicadas entre 1941 a 1947. São relatos originais do percurso artístico em depoimentos das musicistas da época da Banda Feminina Gustavo Paiva, fundada em 1936, pertencente a Companhia Alagoana de Fiação e Tecidos da cidade de Rio Largo Alagoas. |
| Bandas de Música de Alagoas: Conexões da musicologia; o Baixo São Francisco e os dobrados do Maestro Aquino Japiassu. | Ana Greyce Moraes Pereira; Arnaldo Paiva Filho; João Paulo Lima da Cruz; Marcos dos Santos Moreira; Nilton da Silva Souza; Pablo Sotuyo Blanco; Willbert Yvan Barbosa Fialho | 2019              | Desta parceria do IPHAN, UFAL e Governo do Estado de Alagoas, nasce esta coletânea com artigos oriundos de teses e monografias produzidas por alagoanos ou radicados em Alagoas que corroboram com a pesquisa bandística do Estado bem como com a preocupação do registro da resignificação e memória de instituições e obras musicais instituidas ou produzidas no recorte temporal do final do século XIX e século XX. São conexões de dois tempos distintos mas ao mesmo tempo considerados conexos tanto para a fundamentação histórica das bandas de música como a homenagem a Aquino Japiassu, dentre os maestros que foram ativos nos contextos bandísticos nas Alagoas por boa parte do século XX |
| Japiassú - o maestro dos teares                                                                                       | Marcos dos Santos Moreira Arnaldo Paiva Filho Ana Greyce Moraes Pereira Willbert Yvan Barbosa Fialho Mario Victor Sales dos Santos Maria Japiassú Cavalcante                 | 2018              | A História das fábricas de tecidos se relaciona com as questões artísticas em Japiassú; o maestro dos teares, onde a coletânea destes estimados autores se debruça e faz da afinidade Gustavo Paiva e o Maestro Japiassú a ampliação dos contextos trabalhista e operária direcionados para o artístico; do artístico para a memória; e da memória para a música junto com a participação feminina no inicio do século. Citando Nora, historiador francês, que já alertava sobre o dualismo Memória e História a despeito de ambas remeterem a significação do ocorrido, estão além de serem unívocos, pois uma se contrapõe a outra. A memória é vida, sempre impregnada por alianças vivas e, nessa acepção, em constante desenvolvimento, dentre a conservação da lembrança e do esquecimento, no inconsiderado das modificações que se incidem. Já a história é a reconstrução consecutivamente em análise e incompleta de um acontecimento que não permanece como antes, a memória é continuamente suspeita para a história, cuja adequada incumbência é desconstruí-la e a afugenta-la. Assim, a oportunidade presente nesta obra contribui e exemplifica de forma imprescindível para o esclarecimento destas vertentes no contexto da cultura, tanto para a história quanto para a música em Alagoas. |
| MULHERES NAS BANDAS DE MÚSICA – Uma visão do nordeste do Brasil e do norte de Portugal                                | Marcos Moreira | 2017              | Este livro nos traz uma percepção indubitável sobre a representação feminina em diversas esferas sociais. A forte presença das mulheres em momentos de grandes transformações mundiais deu a elas um sentido identidário, tornando-as mais firmes e conscientes do seu papel perante a sociedade, indo de encontro com seus objetivos e anseios como mulher, mãe e profissional. E a proposta do autor, busca reafirmar e acrescentar de forma riquíssima essa importância feminina, principalmente no que diz respeito a sua contribuição e participação nos grupos filarmônicos do Brasil e Portugal. As maestrinas, musicistas e educadoras que foram e que ainda são responsáveis pela formação artístico-cultural e pedagógico das regiões pesquisadas pelo autor durante sua pesquisa de campo, nos mostra a seriedade e importância desse trabalho. Por essa razão, e pelo expressivo numero de mulheres registradas na sua obra, tal resultado textual é bastante desafiador para as diversas vertentes que abordam a temática do universo feminino, bem como de suma relevância para a historiografia musical luso-brasileira. |

Os lançamentos dos livros fazem parte da programação do Festival de Música de Penedo.  Alguns dos trabalhos produzidos pelo grupo de pesquisa foram publicados nos congressos da Sociedade Brasileira pelo Progresso da Ciência, Associação Nacional de Pesquisa e Pós-Graduação em Música, Revista Orfeu, Simpósio Internacional de Musicologia de Goiânia, e no Encontro Brasileiro de Documentação Musical e Musicologias.